# Croix de guerre (Grèce)
Pour les articles homonymes, voir Croix de guerre.
La croix de guerre grecque est une décoration militaire grecque destinée à distinguer des militaires grecs et alliés ayant fait preuve d'acte héroïque.  Il y a eu trois versions de la croix : celle de 1917 couvrant la Première Guerre mondiale, celle de 1940 couvrant la Seconde Guerre mondiale et la guerre civile grecque et la version de 1974 couvrant les missions de paix pour les années suivantes.

## Sources
- (en) Cet article est partiellement ou en totalité issu de l’article de Wikipédia en anglais intitulé « War Cross (Greece) » (voir la liste des auteurs).
- (el) Zotiadis Orthodoxos, Τιμητικές Διακρίσεις Πολεμικών Σημαιών [« Décorations honoraires Drapeaux de guerre »], État-major général hellénique de la Défense,‎ janvier 2001 (lire en ligne [PDF]), p. 36-37
- (el) Zotiadis Orthodoxos, Πολεμικός Σταυρός [« Croix de guerre »], État-major général hellénique de la Défense,‎ mars-avril 2005 (lire en ligne [PDF]), p. 36-37
- (el) Γεωργίου Ι. Μπελδέκου, Τάγματα Αριστείας και Στρατιωτικά Μετάλλια της Ελλάδος [« Ordres hellénique, décorations et médailles »], Athènes, Musée de la guerre hellénique,‎ 1991 (ISBN 960-85054-0-2), p. 94, 104–105
- (en) George Stratoudakis, Greek Medals [« Les médailles grecques »], Athènes, 2001 (ISBN 960-91397-2-8), p. 34–39, 72–77